# 칠천도
칠천도(七川島)는 경상남도 거제시의 섬으로 거제도의 북서쪽에 있고, 면적은 9.87 km2, 해안선의 길이는 25 km이며, 인구는 2015년 12월 말 주민등록 기준으로 1,236 명이다.
칠천도는 행정 구역상 거제시 하청면 대곡리, 어온리, 연구리로 행정기관으로는 1977년에 설치된 하청면사무소 칠천출장소가 있고, 이 섬과 거제도 사이의 칠천량(漆川梁) 해협에는 2000년 1월 1일에 칠천교로 설치되었다. 이 섬은 《난중잡록》과 《원균행상기》에는 온라도(溫羅島)로, 《난중일기》에는 온천도(溫川島), 칠천도(漆川島), 칠내도(漆乃島) 등으로 기록되어 있다.

## 개요
1012년 고려 현종 3년 특수행정공동체인 부곡이 하청에 설치되면서 칠천도에 목장을 두었다는 기록이 있으며, 칠천도 어온리 물안 마을과 맞은편의 송진포, 실전 사이의 해협은 임진왜란 때 우리 수군의 유일한 패전으로 기록된 칠천량 해전이 벌어졌던 곳이다.
칠천도와 칠천도 인근 지역은 임진왜란이 발발한 1592년 5월부터 1594년 10월 장문포해전(장목해전)까지 이순신 장군이 연전연승을 거둔 옥포해전, 합포해전, 적진포 해전, 사천해전, 당포 해전, 당항포해전, 율포해전, 견내량 해전, 안골포 해전, 부산포 해전, 웅포 해전, 당항포 해전, 제1차 장문포 해전, 영등포해전, 제2차 장문포 해전 등의 전초기지였다.
1597년에 원균이 일본군에 대패한 칠천량 해전이 벌어진 곳이기도 하다.

## 지리
북동에서 남서방향으로 길게 뻗어 있으며 거북이가 엎드린 모습을 닮았다. 남부 중앙 옥녀봉을 최고점으로 해안에는 곶과 만이 발달하였다. 취락은 하천 하류에 형성된 충적지에 집중되어 있다.
북쪽으로는 옆개해수욕장(물안해수욕장)이 있다.

## 행정구역
1769년 조선 영조 45년 방리(坊里) 개편때 칠천도방(漆川島坊)에 속하였으며, 1889년 조선 고종 26년 대곡(大谷)과 송포리(松浦里)로 분리되었는데, 1915년 6월 1일 도령 제20호 법정동리령으로 대곡리(大谷里)가 되었으며, 1942년 5월 1일 부락구제(部落區制)로 대곡(大谷), 송포(松浦), 황덕(黃德)의 3구(區)가 되었고, 1961년 10월 1일 행정리(行政理)로 되었다.
| 대곡리 - 대곡마을(大谷) - 송포마을(松浦) - 황덕마을(黃德) - 황덕도 | 어온리 - 어온마을(於溫) - 장곶마을(長串) - 물안마을(勿安) | 연구리 - 연구마을(蓮龜) - 곡촌마을(谷村) - 금곡마을(琴谷) - 옥계마을(玉계) |

## 산업

### 농업
하천·하구에는 소규모의 해안평야가 발달하여 경지규모에 비해 농산물 생산량이 많다. 주민들은 어업보다 농업에 치중한다. 쌀과 보리, 마늘, 고구마, 참깨, 양파 등의 농작물이 생산된다. 옥녀봉 인근에서 생산되는 맹종죽순(孟宗竹筍)은 전국 생산량의 90%를 차지하며, 생산량의 50%는 현지에서 가공처리된다.

### 수산업
연안에서 숭어와 멸치, 도다리, 장어, 굴 등의 수산물이 어획 또는 양식된다.

#### 어항 시설
- 지방어항
  - 물안항
- 어촌정주어항
  - 금곡항
  - 대곡항
  - 어온항
  - 연구항
  - 옥계항
  - 황덕항

## 교육
교육기관으로는 칠천초등학교가 있다.

## 교통
시내버스 35번, 35-1번이 운행을 한다.

### 칠천도 연륙교
2000년 1월 1일 거제도와 칠천연륙교로 연결되었다.

## 같이 보기
- 칠천량 해전